# Gebroth

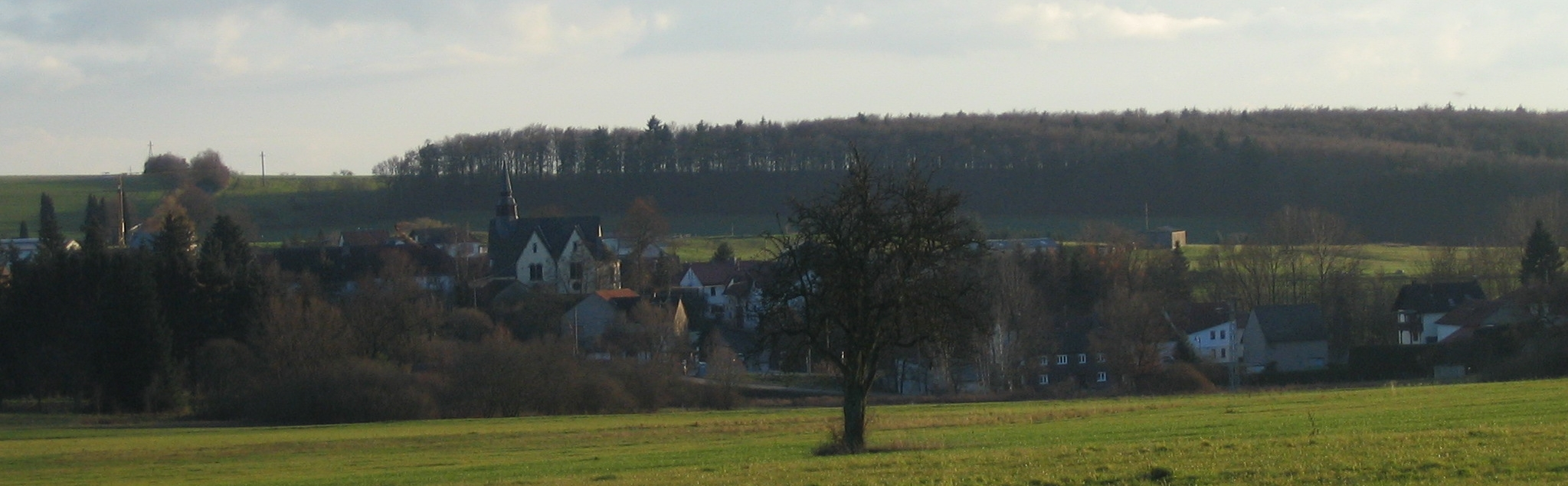
Ansicht aus Richtung Soonwald

Gebroth ist eine Ortsgemeinde im Landkreis Bad Kreuznach in Rheinland-Pfalz. Sie gehört der Verbandsgemeinde Rüdesheim an.
Gebroth ist Mitglied im Trägerverein Naturpark Soonwald-Nahe.

## Geographie
Das Dorf liegt am Ellerbach im südlichen Hunsrück zwischen dem Soonwald und dem Gauchswald auf einer Höhe von ca. 360 m ü. NHN. Die Gesamtgemarkungsfläche beträgt 236 ha, davon sind 18 ha Waldfläche.

## Geschichte
Gebroth wurde im 14. Jahrhundert erstmals erwähnt. Es war Teil der Grafschaft Sponheim.
Statistik zur Einwohnerentwicklung
Die Entwicklung der Einwohnerzahl von Gebroth, die Werte von 1871 bis 1987 beruhen auf Volkszählungen:
| Jahr | Einwohner |
| 1815 | 211       |
| 1835 | 279       |
| 1871 | 334       |
| 1905 | 259       |
| 1939 | 203       |
| 1950 | 230       |

| Jahr | Einwohner |
| 1961 | 210       |
| 1970 | 207       |
| 1987 | 144       |
| 2005 | 172       |
| 2022 | 155       |

## Politik

### Gemeinderat
Der Gemeinderat in Gebroth besteht aus sechs Ratsmitgliedern, die bei der Kommunalwahl am 9. Juni 2024 in einer Mehrheitswahl gewählt wurden, und der ehrenamtlichen Ortsbürgermeisterin als Vorsitzender.

### Bürgermeister
Jennifer Dilly wurde am 16. Juli 2024 Ortsbürgermeisterin von Gebroth. Bei der Direktwahl am 9. Juni 2024 war sie als einzige Bewerberin mit einem Stimmenanteil von 66,3 % gewählt worden.
Dillys Vorgänger als Ortsbürgermeister war Jürgen Klitzke.